# Königliches Feuerwerkslaboratorium Radeberg

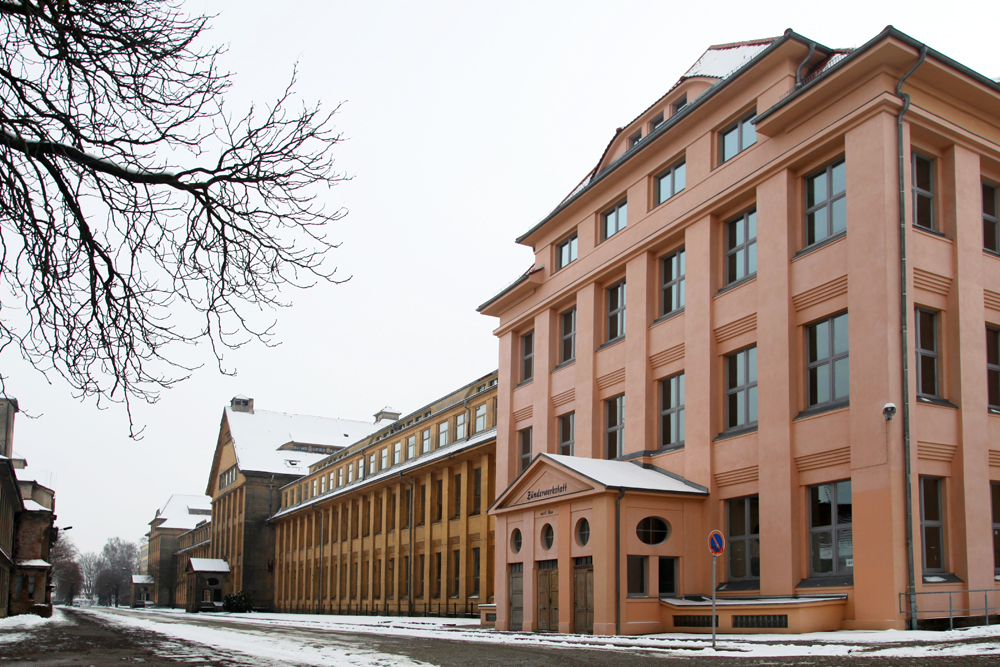
FWL Zünderwerkstatt (2013)

Das Königliche Feuerwerkslaboratorium Radeberg (FWL) war eine von 1915 bis 1919 produzierende Rüstungsfabrik in Radeberg, die im Eigentum des sächsischen Staats stand. Während des Ersten Weltkriegs wurden hauptsächlich Zünder und Sprengkapseln hergestellt. Zeitweilig waren über 5.000 Menschen in der Fabrik tätig. 1920 wurde das FWL von der Sachsenwerk Licht- und Kraft-AG in Dresden erworben. Die erhaltenen Gebäude der Fabrik, wie Zünderwerkstatt, Verwaltungsgebäude, Speisesaalgebäude und Pförtnerhäuschen stehen unter Denkmalschutz.

## Entstehung
Zu Beginn des Ersten Weltkriegs befand sich in der Dresdner Albertstadt ein großes Militärgebiet mit Kasernenkomplexen, Ausbildungsgelände, Lagerplätzen für militärische Ausrüstung sowie einer Munitionsanstalt und einer eigenen Waffenherstellung. Die am Anfang des Kriegs problemlos verlaufende Versorgung der Truppen mit Munition und Waffen kam bereits wenige Monate später zum Erliegen. Da die Kampfhandlungen zu immer größeren Materialschlachten wurden, reichten die vorhandenen Ressourcen bei Weitem nicht aus, um den Materialnachschub für die Front zu sichern. Die größten Engpässe traten bei Zündern auf, was den Bau eines neuen Feuerwerkslaboratoriums (FWL) erforderlich machte, das hauptsächlich Zünder produzieren sollte.

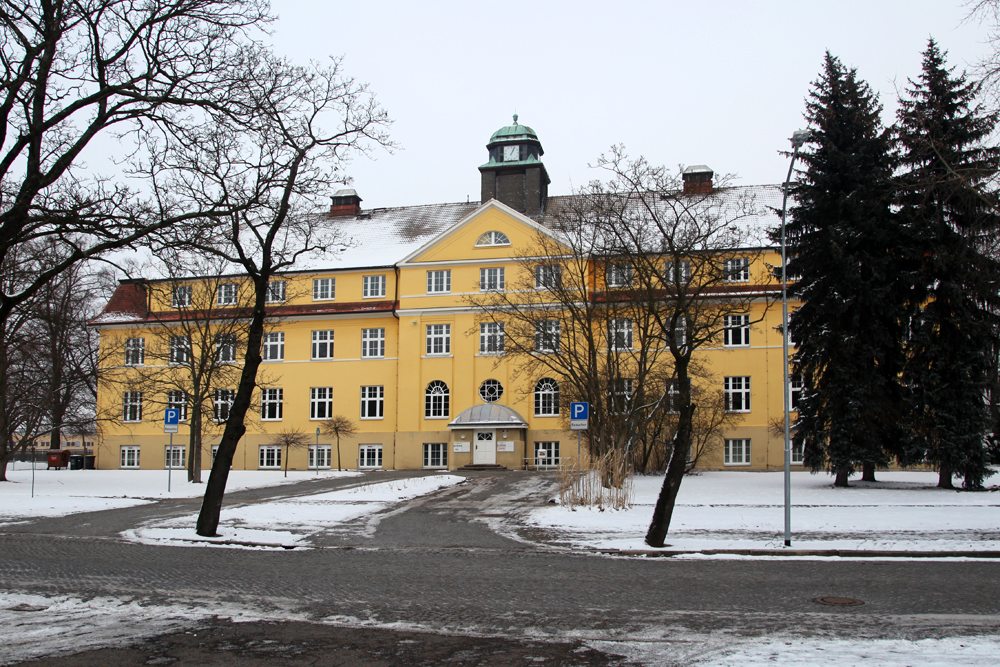
FWL Verwaltungsgebäude (2013)

Im nahen Radeberg befand sich ein ehemaliger Artillerieübungsplatz. Der Radeberger Stadtrat bot dieses Gelände zusammen mit zugekauften Grundstücken (insgesamt ca. 110 ha) im Mai 1915 der Feldzeugmeisterei Dresden zum Kauf durch die Reichsfinanzverwaltung an, um dort das neue Feuerwerkslaboratorium zu errichten. Die Stadt Radeberg sicherte der Militärverwaltung außerdem einen Anschluss des Werksgeländes an das Straßen- und das Eisenbahnnetz zu. Aufgrund des gravierenden Munitionsmangels an den Kriegsschauplätzen begann umgehend der Bau des FWL. Bereits vor der offiziellen Entscheidung für Radeberg als Standort im September 1915 wurden die ersten Bauplanungsarbeiten durchgeführt. Zuerst wurden Verwaltungs- und Sozialgebäude errichtet. Das Betriebsgelände wurde mit einem quadratisch angelegten Straßennetz und einem Gleissystem versehen. Das Gleisanschluss führte vom Bahnhof Radeberg bis auf das Betriebsgelände, auf dem eine schmalspurige Werksbahn die einzelnen Fertigungsgebäude erschloss. Das größte Gebäude war die Zünderwerkstatt. Weitere Fertigungsgebäude für Sprengkapseln und Zündhütchen, Lagerhäuser für Rohstoffe und fertige Produkte, Wohlfahrtsgebäude, ein Kraftwerk zur Wärme- und Energiegewinnung, ein Chemielabor, eine Werkfeuerwehr sowie Wohnhäuser für leitende Verwaltungsangestellte wurden errichtet. Die Bauplanungen und -arbeiten dauerten bis zur Einstellung der Produktion des FWL, nicht alle geplanten Erweiterungen des Unternehmens wurden bis zum Kriegsende umgesetzt.
Durch den Krieg herrschte in Deutschland ein erheblicher Mangel an Facharbeitskräften, ebenso fehlten einfache Arbeiter beim Bau der Fabrik. Deshalb wurden für die Bauarbeiten Kriegsgefangene und arbeitslose Frauen aus der Umgebung herangezogen. Durch den ständigen Einsatz von etwa 250–500 Gefangenen bekam das FWL den Status eines Kriegsgefangenenlagers. Deutsche Soldaten mit erlernten Bauberufen wurden aus dem Dienst an der Front ausgegliedert, um den Bau des FWL zu unterstützen. Die höchste Anzahl Bauarbeiter wurde im Februar 1917 mit 1.500 Männern und Frauen erreicht. Neben Arbeitskräften fehlte es kriegsbedingt auch an Rohstoffen für die Bauvorhaben. 1917 stellten die meisten Ziegeleien in Sachsen ihre Produktion wegen Kohlemangel ein und sorgten so für Bauverzögerungen. Die nachlassende Qualität und der steigende Preis der Baumaterialien verhinderten ebenfalls den planmäßigen Baubetrieb.

## Produktion
Bereits im Oktober 1915 wurde eine Betriebsleitung für das entstehende FWL gebildet, die neben der Überwachung der Baumaßnahmen für die Verlagerung der Produktion von Dresden nach Radeberg zuständig war. Aufgrund des Munitionsmangels begann schon im April 1916 die Fertigung, zunächst in provisorischen Räumlichkeiten inmitten der Großbaustelle. Im Sommer 1916 begann die Montage von Satzstücken und Zündern, später kam die Produktion von Zündhütchen und Sprengkapseln dazu. Eine schwere Explosion am 28. Dezember 1916 in der Dresdner Munitionsanstalt, die 17 Arbeiter das Leben kostete und einen Millionenschaden verursachte, erhöhte den Produktionsdruck in Radeberg. Ende 1916 arbeiteten bereits 1.300 Menschen in der Produktion des FWL. Im Laufe des Jahres 1917 wurden weitere 4.000 Arbeitsplätze von Dresden nach Radeberg verlegt. Die höchste Anzahl an Beschäftigten wurde im März 1918 mit 5.489 Personen (1.815 Männer und 3.674 Frauen) registriert.

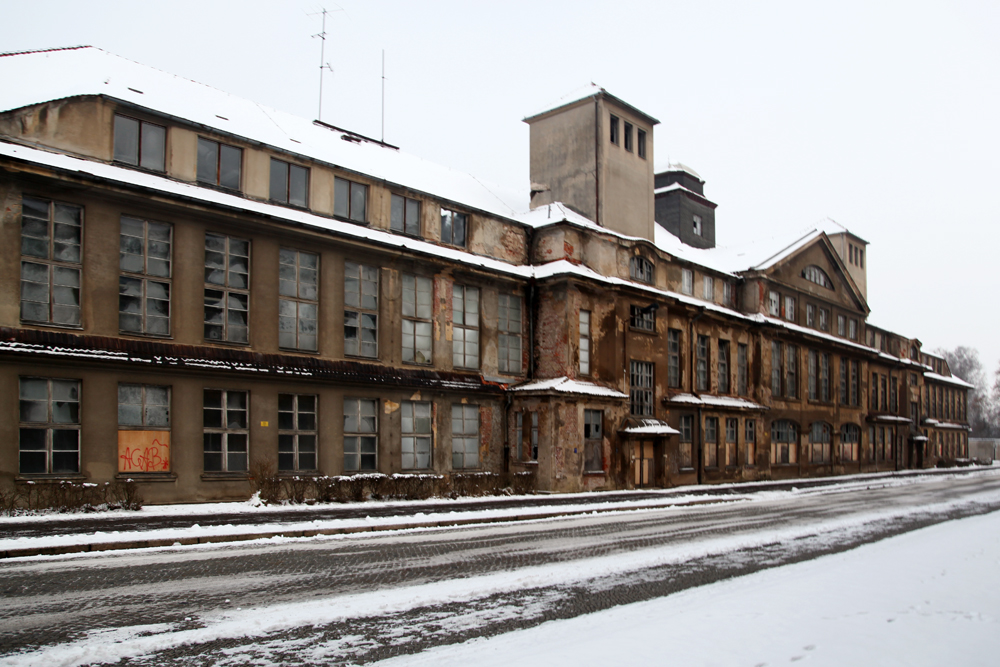
FWL Zündermontage- und Speisesaalgebäude (2013)

Im FWL Radeberg wurden zehn verschiedene Typen von Zündern produziert. Die häufigsten Arten waren Brennzünder für Granaten bzw. Schrapnells, Aufschlagzünder für Granaten mit und ohne Verzögerung sowie Doppelzünder. In großen Mengen wurden ebenfalls Infanteriezündhütchen gefertigt. Satzstücke und Sprengkapseln wurden vor allem als Zulieferungsprodukte für private Rüstungsunternehmen hergestellt. Bis zur Einstellung der Produktion am 31. Januar 1919 wurden im FWL Radeberg folgende Stückzahlen gefertigt:
- ca. 5,9 Millionen Zünder (davon etwa 1,4 Millionen Haubitzenzünder und 1,1 Millionen Kopfzünder für Granaten)
- ca. 35 Millionen Infanteriezündhütchen
- ca. 14,5 Millionen Satzstücke
- ca. 42,9 Millionen Sprengkapseln

Neben den Produktionsstrecken existierte eine Zünderzerlegewerkstatt (zur Analyse und Wiederverwertung beanstandeter Zünder) sowie ein chemisches Labor, das unter anderem Sprengstoffanalysen und Werkstoffuntersuchungen für das FWL und ebenso für Fremdunternehmen durchführte.

## Arbeitsbedingungen
Die Arbeit im FWL wurde durch viele Faktoren erschwert. Der Produktionsdruck und die damit verbundenen provisorischen Lösungen führten dazu, dass zum Teil inmitten der Bautätigkeiten gearbeitet wurde. Durch den kriegsbedingten Arbeitskräftemangel mussten vor allem Frauen die schwere körperliche Arbeit in der Fabrik bewältigen, die außerdem, besonders in den ersten Jahren, nur schlecht bezahlt wurden. Neben dem Lohn erhielten die Arbeiter Zusatzzahlungen und Belohnungen, die allerdings durch Inflation und Preissteigerungen, vor allem bei Lebensmitteln, zunichtegemacht wurden. Der Lohn wurde alle 14 Tage in Lohntüten ausgezahlt. Diese galten gleichzeitig als Firmenausweis und als Erwerbsberechtigung für werksinterne Lebensmittelsonderbezüge. Staatliche Sonderbezüge standen den Arbeitern nicht zu, da das FWL zur Leichtindustrie gezählt wurde und diese der Schwerindustrie vorbehalten waren. Der kurze Lohnintervall und die große Anzahl von Beschäftigten führten dazu, dass der Bestand an Scheidemünzen in der Reichsbank-Hauptstelle Dresden knapp wurde. Ab 1917 führte das FWL deshalb ein eigenes Notgeld ein.

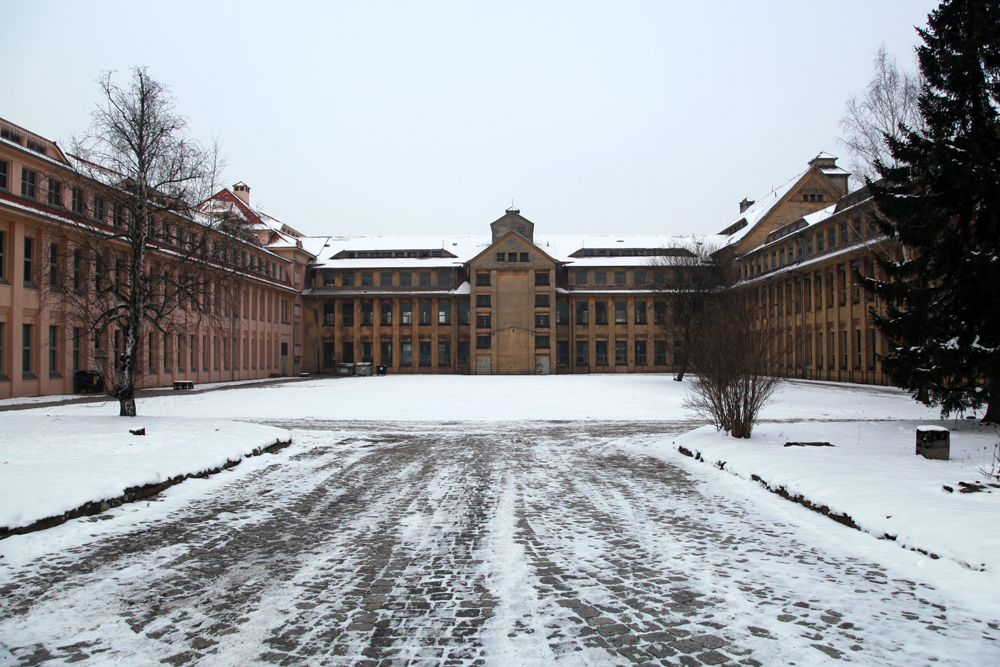
FWL Zünderwerkstatt (2013)

Um die andauernde Lebensmittelknappheit abzumindern, wurde ein Werksgut mit 26 Arbeitskräften eingerichtet. Auf diesem Gut wurden Nutztiere gezüchtet, um die Nahrungsbeschaffung für die Belegschaft des FWL zu unterstützen. Sämtliche Freiflächen des Betriebsgeländes wurden landwirtschaftlich genutzt. Die Arbeitspausen wurden von 90 auf 30 Minuten täglich reduziert, um den Arbeitern mehr Zeit zu geben, ihre Eigenversorgung, zum Beispiel durch Gemüseanbau im eigenen Garten, sicherzustellen.
Die Verarbeitung und der Umgang mit den explosiven Rohstoffen erforderte besondere Sicherungsmaßnahmen nach innen und außen. Der hohe Zeitdruck bei Bau und Produktion des FWL führte dazu, dass Schutzmaßnahmen wie ein geschlossener Zaun, eine Einlasskontrolle oder ein Wachschutz in den ersten Monaten nur lückenhaft oder gar nicht vorhanden waren und erst im Laufe der Zeit eingerichtet wurden. Erst im August 1917 wurde eine ständig besetzte Werkfeuerwehr eingerichtet.
Der einzige ernsthafte Zwischenfall ereignete sich am 13. August 1917. Ein Arbeiter des FWL legte in einem Pulverlager Feuer und brachte so 2.700 kg Schwarzpulver zur Explosion. Außer ihm starben ein Kriegsgefangener, ein Soldat und ein Zivilangestellter. Vier Menschen wurden schwer und 42 weitere leicht verletzt, es entstand erheblicher Sachschaden an den umliegenden Gebäuden. Bis in die Innenstadt von Radeberg war die Explosion zu spüren und gingen Fensterscheiben zu Bruch. Die eingesetzte Untersuchungskommission ermittelte einen Selbstmord des Arbeiters als Unglücksursache.

## Auflösung
Der Waffenstillstand von Compiègne am 11. November 1918 bedeutete das Ende des Ersten Weltkriegs und leitete damit auch das Ende des Feuerwerkslaboratoriums ein. Am 12. November 1918 wurde ein Arbeiter- und Soldatenrat gebildet, der ab diesem Zeitpunkt gemeinsam mit der Betriebsleitung über die weitere Vorgehensweise entschied. Die Zünderproduktion wurde am 31. Januar 1919 eingestellt. Die Zahl der Arbeiter und Angestellten wurde drastisch reduziert. Der Arbeiter- und Soldatenrat versuchte vergeblich, die Fabrik auf zivile Produkte wie Wasserhähne, Stühle und sogar Lokomotiven umzustellen. Im Juli 1919 wurde entschieden, das FWL nicht als Staatsbetrieb weiterzuführen.
Am 31. Januar 1920 erfolgte der Verkauf des FWL an die Sachsenwerk, Licht- und Kraft-AG. Ein Teil des Geländes wurde während der Verhandlungen an die Porzellanfabrik C. M. Hutschenreuther AG in Hohenberg an der Eger veräußert, die hier zunächst als Zweigniederlassung und seit 1933 als formal selbständige Tochtergesellschaft Hutschenreuther Zahnwaren GmbH eine Fabrik zur Erzeugung künstlicher Zähne betrieb.

## Sonstiges
Auf und neben dem östlichen Teil des Betriebsgeländes, in der Radeberger Südvorstadt, errichtete die Baugenossenschaft „Feuerwerkslaboratorium“ Radeberg eine Eigenheimsiedlung für Arbeiter und Angestellte des FWL. Die Lebensmittelknappheit führte dazu, dass in den vielen Gärten der Siedlung vor allem schnellwachsendes Gemüse angebaut wurde. Auch in den Jahren zwischen den Weltkriegen und nach dem Zweiten Weltkrieg, als die Lebensmittel streng rationiert waren, wurde umfangreicher Gemüseanbau betrieben. Dieser Stadtteil wurde daraufhin von der Bevölkerung als Kohlrabi-Insel bezeichnet. Die Bezeichnung für das Viertel wurde beibehalten. 1998 wurde der Kohlrabi-Inselverein Radeberg e.V. gegründet (1998–2010 als Kohlrabi-Insel e.V.). Seit 1999 veranstaltet der Verein das jährliche Kohlrabi-Inselfest.